# انتشارات دانشنامه چین
انتشارات دانشنامه چین (چینی ساده شده: 中国大百科全书出版社) (به چینی سنتی: 中國大百科全書出版社) (پین یین:Zhōngguó Dà Bǎikēquánshū Chūbǎn Shè) یک شرکت انتشاراتی در چین است که در ۱۸ نوامبر ۱۹۷۸ در پکن تأسیس شد.
انتشارات دانشنامه چین، دانشنامه چین (中国大百科全书) و نسخه چینی دانشنامه بریتانیکا را منتشر می‌کند.